# Kervin Johnson
Kervin Johnson (Roatán, Islas de la Bahía, Honduras, 25 de diciembre de 1987) es un futbolista hondureño. Juega como mediocampista o delantero y su equipo actual es el Deportivo Jocotán de la Primera División de Ascenso de Guatemala.

## Trayectoria
Se inició como futbolista en el Arsenal de Roatán, para luego pasar al Deportes Savio de Santa Rosa de Copán donde debutó profesionalmente en el año 2010. Tras sus buenas actuaciones con el Deportes Savio, en 2012 es fichado por el Real España en donde se corona Campeón del Fútbol Hondureño en el Torneo Apertura 2013. Para el Torneo Clausura 2014 regresa al Deportes Savio y en ese mismo torneo descienden a la Liga de Ascenso.

## Selección nacional
Recibió su primera convocatoria en 2012 por el entonces entrenador Luis Fernando Suárez para dos juegos amistosos ante Costa Rica y El Salvador. Después lo convocó para jugar las Eliminatorias de Concacaf 2014 contra Panamá y Canadá, el 8 y 12 de junio respectivamente.

### Participaciones en eliminatorias
| Eliminatoria      | Sede   | Resultado   | Partidos | Goles |
| ----------------- | ------ | ----------- | -------- | ----- |
| Eliminatoria 2014 | Brasil | Clasificado | 1        | 0     |

## Clubes
| Club              | País      | Año             |
| ----------------- | --------- | --------------- |
| Deportes Savio    | Honduras  | 2010 - 2012     |
| Real España       | Honduras  | 2012 - 2013     |
| Deportes Savio    | Honduras  | 2014 - 2015     |
| Lepaera F.C.      | Honduras  | 2015            |
| Belmopán Bandits  | Belice    | 2016            |
| Deportivo Jocotán | Guatemala | 2016 - presente |

## Palmarés

### Campeonatos nacionales
| Título                    | Club        | País     | Año           |
| ------------------------- | ----------- | -------- | ------------- |
| Liga Nacional de Honduras | Real España | Honduras | Apertura 2013 |